# Yara Martinez
Yara Martinez (* 31. August 1979 in Puerto Rico) ist eine US-amerikanische Schauspielerin mit kubanischen Eltern.

## Karriere
Yara Martinez wurde in Puerto Rico geboren, wuchs aber in Miami im US-Bundesstaat Florida auf. Sie hatte Rollen in Fernsehserien wie beispielsweise The Unit – Eine Frage der Ehre, Hollywood Heights, Nashville oder auch in der Webserie Alpha House. Im Fernsehfilm Faceless (2006) spielte sie in der Rolle der Mari Reynosa. Im Horror-Thriller The Hitcher (2007) verkörperte sie die Rolle der Beth. Im Fernsehfilm The Apostles (2008) agierte sie in der Rolle der Erin McBride.

## Filmografie (Auswahl)
- 2006: Faceless (Fernsehfilm)
- 2006: It’s Always Sunny in Philadelphia (Fernsehserie, Episode 2x10)
- 2006: Vanished (Fernsehserie, 4 Episoden)
- 2007: The Hitcher
- 2007: The Unit – Eine Frage der Ehre (The Unit, Fernsehserie, 7 Episoden)
- 2008: Emergency Room – Die Notaufnahme (ER, Fernsehserie, Episode 14x14)
- 2008: The Apostles (Fernsehfilm)
- 2008: Spaced (Fernsehfilm)
- 2009: Boldly Going Nowhere (Fernsehfilm)
- 2009–2011: Southland (Fernsehserie, 7 Episoden)
- 2010: CSI: NY (Fernsehserie, Episode 7x04)
- 2012: Hollywood Heights (Fernsehserie, 26 Episoden)
- 2012–2013: The Lying Game (Fernsehserie, 10 Episoden)
- 2013: Criminal Minds (Fernsehserie, Episode 8x21)
- 2013: Nashville (Fernsehserie, 2 Episoden)
- 2013–2014: Alpha House (Webserie, 21 Episoden)
- 2014–2019: Jane the Virgin (Fernsehserie, 44 Episoden)
- 2015: True Detective (Fernsehserie, 6 Episoden)
- 2016: Rosewood (Fernsehserie, Episode 1x17)
- 2016–2022: Bull (Fernsehserie)
- 2016–2019: The Tick (Fernsehserie, 22 Episoden)
- 2017: Last Night in Rozzie (Kurzfilm)
- 2017: I Love Dick (Fernsehserie, 5 Episoden)
- 2019: Huracán
- 2020: Deputy – Einsatz Los Angeles (Deputy, Fernsehserie, 13 Episoden)
- 2023: Good Egg
- 2023: True Lies (Fernsehserie, Episode 1x10)
- 2024: Junction
- 2024: Chicago P.D. (Fernsehserie, Episode 11x04)